# Zjot
Zjot je udorna jama z breznom na vrhu hriba Sebetih (475) na Poljanski gori. Nahaja se v Krajinskem parku Kolpa. Znana je tudi pod imeni Djud, Džut in Zjut.
To je jama udornega nastanka z dolgim in strmim podorom, ki se zaključuje z velikimi  balvani. Vhod v jamo je širok 25 x 30 m. 
Jamski prostor se preko manjšega praga zaključuje s 30 m globokim zasiganim breznom. V vhodnem delu se do poletja ohranja snežišče. Jama je dolga 120 m in 92 m globoka.
Jama sodi med globlje v Beli krajini.